# Hériménil
Hériménil é uma comuna francesa na região administrativa de Grande Leste, no departamento de Meurthe-et-Moselle. Estende-se por uma área de 12,48 km². Em 2010 a comuna tinha 972 habitantes (densidade: 77,9 hab./km²).